# Cary Grant

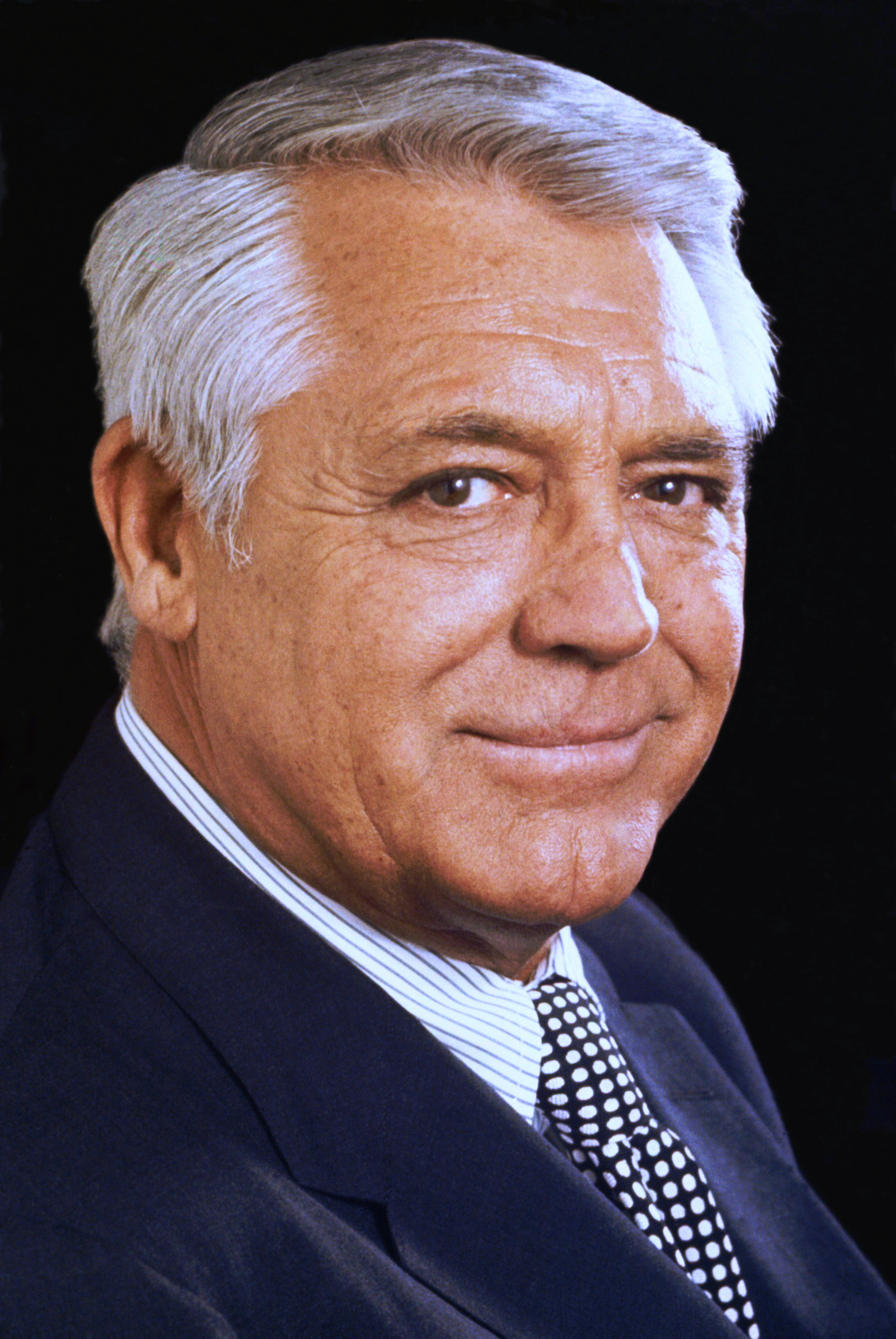
Cary Grant, Foto von Allan Warren (1973)

Cary Grant (* 18. Januar 1904 als Archibald Alec Leach in Bristol, England; † 29. November 1986 in Davenport, Iowa) war ein britisch-US-amerikanischer Schauspieler. Er nahm 1942 die US-amerikanische Staatsbürgerschaft an.
Grant zählte über 30 Jahre lang zu den populärsten Filmstars in Hollywood und pflegte in vielen Komödien und Thrillern das Image des selbstironischen Weltmannes. Alfred Hitchcock schuf mit ihm in der Hauptrolle die Filmklassiker Verdacht (1941), Berüchtigt (1946), Über den Dächern von Nizza (1955) und Der unsichtbare Dritte (1959). Auch mit Komödien wie Leoparden küßt man nicht (1938), Die Nacht vor der Hochzeit (1940) und Arsen und Spitzenhäubchen (1944) war Grant erfolgreich.
1966 zog sich Grant nach 77 Filmen aus dem Filmgeschäft zurück. 1970 erhielt er einen Ehrenoscar für sein Lebenswerk. Das American Film Institute wählte ihn hinter Humphrey Bogart auf Platz 2 der 25 bedeutendsten männlichen US-amerikanischen Filmstars aller Zeiten.

## Leben

### Frühe Jahre
Cary Grant wurde 1904 im englischen Bristol geboren und wuchs in bescheidenen Verhältnissen auf. Als er neun Jahre alt war, wurde seine Mutter Elsie Maria Kingdon (1877–1973) wegen psychischer Probleme in eine Heilanstalt eingewiesen. Lange wusste er nichts davon und glaubte, seine Mutter habe ihn verlassen; erst nach dem Tod des Vaters Elias James Leach (1873–1935) meldete sich ein Anwalt, der ihn über die wirklichen Begebenheiten unterrichtete. Sein Vater arbeitete als Bügler und war alkoholkrank. Seine Mutter wurde nach 21 Jahren aus der Klinik entlassen. Bis zu ihrem Tod hatte er wieder Kontakt mit ihr; dieser war allerdings stets sehr angespannt.
Bereits als Kind interessierte sich Grant für die Bühne und spielte in der Theatertruppe The Bob Pender Troupe. Er besuchte die Bishop Road Primary School und anschließend die Fairfield Grammar School in Bristol. Mit 13 Jahren verließ er die Schule, gab vor, älter zu sein, und schloss sich einer Komödiantentruppe an, die durch die englische Provinz tourte. Er wurde als Pantomime und Akrobat geschult und trat in Vaudeville-Shows und Musicals in London auf. Während einer Amerikatournee der Truppe im Jahr 1920 kam er in die Vereinigten Staaten; dort arbeitete er als Marktschreier auf Coney Island, als Stelzenläufer im Steeplechase Park und als Darsteller in Vaudeville-Shows. Er spielte auch in mehreren Stücken am Broadway in New York City. Anfang der 1930er-Jahre unternahm er eine Bühnentournee in den Vereinigten Staaten, wo er sich dauerhaft niederließ. 1932 wurde er von der Filmgesellschaft Paramount Pictures unter Vertrag genommen, nachdem man ihn 1931 beim Vorsprechen für junge Schauspieler entdeckt hatte. Bald schon nahm er auf Wunsch der Paramount Pictures den Namen Cary Grant an.

### Der Durchbruch in Hollywood
Sein Filmdebüt hatte er in der Pre-Code Komödie Madame verliert ihr Kleid (1932), das ihn unter Regie von Frank Tuttle als Lili Damitas betrogenen Ehemann zeigte. Im selben Jahr spielte er einen Verehrer von Marlene Dietrich im Melodram Blonde Venus von Josef von Sternberg. Zunächst trat Grant vor allem in Nebenrollen auf, fand aber schnell das für ihn passende Rollenfach – den gutaussehenden Smokingträger, der in den Routinekomödien des Studios als junger Liebhaber auftrat. Mae West sorgte dafür, dass er 1933 in ihren Hitkomödien Sie tat ihm unrecht und Ich bin kein Engel als ihr Partner verpflichtet wurde. Grant verfeinerte konsequent sein Timing und seine Talente. Nach einigen Misserfolgen stieg er während der 1930er-Jahre zu einem der populärsten Stars auf. 1935 drehte er das erste von insgesamt vier Malen mit Katharine Hepburn: Die unkonventionelle Tragikomödie Sylvia Scarlett war zwar ein Misserfolg, brachte ihm aber gute Kritiken ein. Den endgültigen Durchbruch brachte ihm 1937 seine Rolle als lebenslustiger Geist in der Komödie Topper – Das blonde Gespenst, die einer der größten Hits des Jahres wurde.
Bekannt sind aus Grants frühem Schaffen vor allem die klassischen Screwball-Komödien, in denen er regelmäßig den männlichen Hauptdarsteller an der Seite scharfzüngiger Partnerinnen mimte. In Die schreckliche Wahrheit (1937) von Leo McCarey führt er einen Scheidungskrieg mit Irene Dunne; in Howard Hawks’ Leoparden küßt man nicht (1938) spielte er einen verwirrten Paläontologen, der in allerlei Schlamassel gerät; in Die Schwester der Braut (1938) von George Cukor verliebt er sich in seine Schwägerin; in Die Nacht vor der Hochzeit (1940) macht er seiner Ex-Frau (gespielt von Katharine Hepburn) erneut den Hof, und in Sein Mädchen für besondere Fälle (1940) spielt er einen rücksichtslosen und sensationsgierigen Chefredakteur.

### Der Superstar
Bereits in den 1930er Jahren hatte Grant sein Rollenspektrum erweitert und war in Abenteuerfilmen wie S.O.S. Feuer an Bord (1939) aufgetreten. 1941 begann er seine Zusammenarbeit mit dem „Master of Suspense“ Alfred Hitchcock und stellte in dem Thriller Verdacht einen charmanten, aber zwielichtigen Liebhaber unter Mordverdacht dar. Für das Melodram Akkorde der Liebe (1941) sowie das Liebesdrama None But the Lonely Heart erhielt er Oscar-Nominierungen als Bester Hauptdarsteller. In der schwarzen Komödie Arsen und Spitzenhäubchen (1944) spielte Grant einen Literaturkritiker, der sich an seinem Hochzeitstag mit seiner mörderischen Verwandtschaft auseinandersetzen muss. Der Film unter Regie von Frank Capra gilt bis heute als Kultfilm. In Hitchcocks Berüchtigt spielte Grant 1946 einen Geheimagenten, der sich in eine von Ingrid Bergman gespielte Spionin verliebt und dabei in einen Zwiespalt zwischen Beruf und Privatleben gerät. In Filmen wie Ich war eine männliche Kriegsbraut (1949) oder Liebling, ich werde jünger (1952) festigte er seinen Ruf als Hollywoods führender Komödienstar.
Mitte der 1950er Jahre wollte sich Grant vom Filmgeschäft zurückziehen, wurde aber von Hitchcock dazu überredet, die Hauptrolle in der Kriminalkomödie Über den Dächern von Nizza (1955) zu übernehmen. Der 50-jährige Grant erwies sich als populärer denn je und drehte bis zu seinem Leinwandabschied Mitte der 1960er Jahre noch mehrere Kassenhits: Die große Liebe meines Lebens (1957), Indiskret (1958), Hausboot (1958), Unternehmen Petticoat (1959) und Charade (1963). 1959 spielte Grant, erneut unter der Regie von Hitchcock, in dem klassischen Thriller Der unsichtbare Dritte den unbedarften Geschäftsmann Roger Thornhill, der in mörderische Geheimdienstintrigen verstrickt wird. Anfang der 1960er Jahre lehnte Grant das Angebot ab, der erste James-Bond-Darsteller zu werden, da er sich nicht für mehrere Filme verpflichten lassen wollte.
1966 drehte Grant seinen letzten Film Nicht so schnell, mein Junge. Er zog sich vom Filmgeschäft mit der Begründung zurück, dass er altersbedingt nur noch die Rollen von Großvätern spielen könne. Selbst Hitchcock konnte ihn nicht noch einmal überreden, mit ihm zu filmen, so lehnte er auch eine Rolle in Die Vögel ab.

### Privatleben

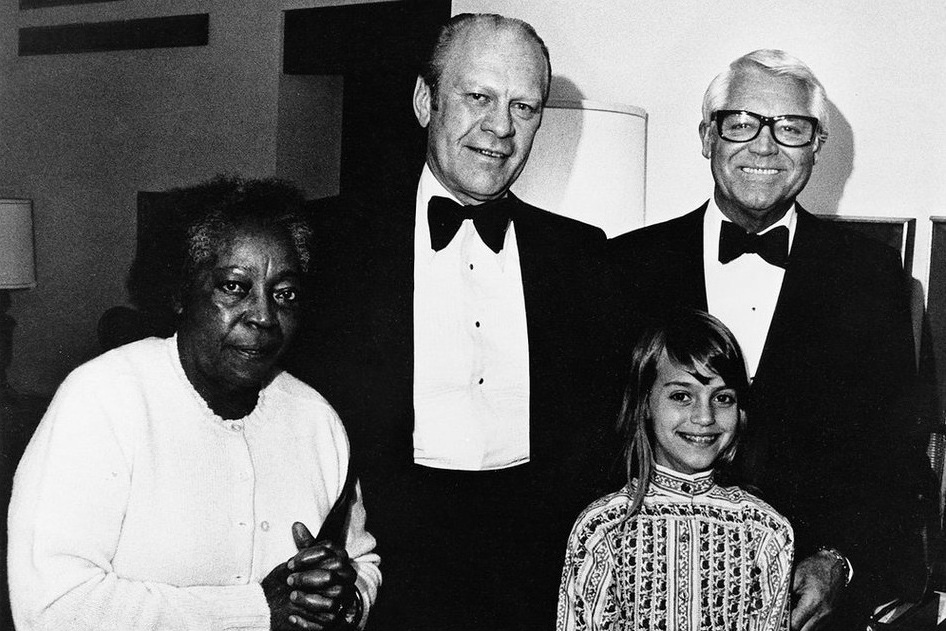
Grant mit seiner Tochter Jennifer, Haushälterin Willie und US-Präsident Gerald Ford (1976)

1934 heiratete Grant die Schauspielerin Virginia Cherrill (1908–1996). Sie verließ ihn nach wenigen Monaten. Als Begründung gab sie häusliche Gewalt an. Anschließend wohnte Grant, wie schon teilweise ab 1932, bis 1942 mit Unterbrechungen mit dem Schauspieler Randolph Scott zusammen. Einige Biografen schrieben später, Grants Zusammenleben mit Scott sei auch romantischer Natur gewesen. Grants Tochter Jennifer sagte 2011: „Homosexualität spielte bei ihm sicherlich keine Rolle“.
1942 heiratete er die Woolworth-Erbin Barbara Hutton (1912–1979), von der er sich 1945 scheiden ließ. Mit seinem Stiefsohn aus dieser Ehe, Lance Reventlow, verband ihn eine enge Freundschaft, die bis zu dessen Unfalltod 1972 anhielt. Von 1949 bis 1962 war er mit der Schauspielerin Betsy Drake (1923–2015) verheiratet. Seine vierte Ehe ging Grant 1965 mit der US-amerikanischen Schauspielerin Dyan Cannon (* 1937) ein. 1966 wurde er Vater; seine Tochter Jennifer Grant wurde später ebenfalls Schauspielerin. 1968 wurde die Ehe mit Cannon geschieden. 
1976 lernte er Barbara Harris (* 1951) kennen, die Pressechefin des Londoner Lancaster Hotels. Nach zwei Jahren Freundschaft begannen Harris und Grant, der 46 Jahre älter war, ihre gemeinsame Zukunft zu planen. Sie heirateten 1981 in Anwesenheit von Grants Tochter Jennifer. Es war Cary Grants fünfte Ehe, die bis zu seinem Tod hielt.
Grant galt als charmanter Gesellschafter und hatte einen großen Freundeskreis, zu dem unter anderem Frank Sinatra, Quincy Jones, Gregory Peck und Johnny Carson zählten. Er hatte gelegentlich mit Depressionen zu kämpfen und äußerte sich positiv über die Droge LSD, die ihm von 1958 bis 1961 – damals noch legal – im Rahmen einer Psychotherapie mehrmals verabreicht worden war. Später distanzierte er sich allerdings von diesen Äußerungen.
Er war Republikaner, hielt dies aber diskret und äußerte: „Ich mag es nicht, wenn Schauspieler öffentlich und spontan über Liebe, Religion oder Politik sprechen. Wir sind keine Experten auf diesen Themengebieten.“ Im Gegensatz zu anderen Republikanern kritisierte er die Politik von Joseph McCarthy und die Abschiebung seines Freundes Charlie Chaplin im Jahre 1953.

### Späte Jahre

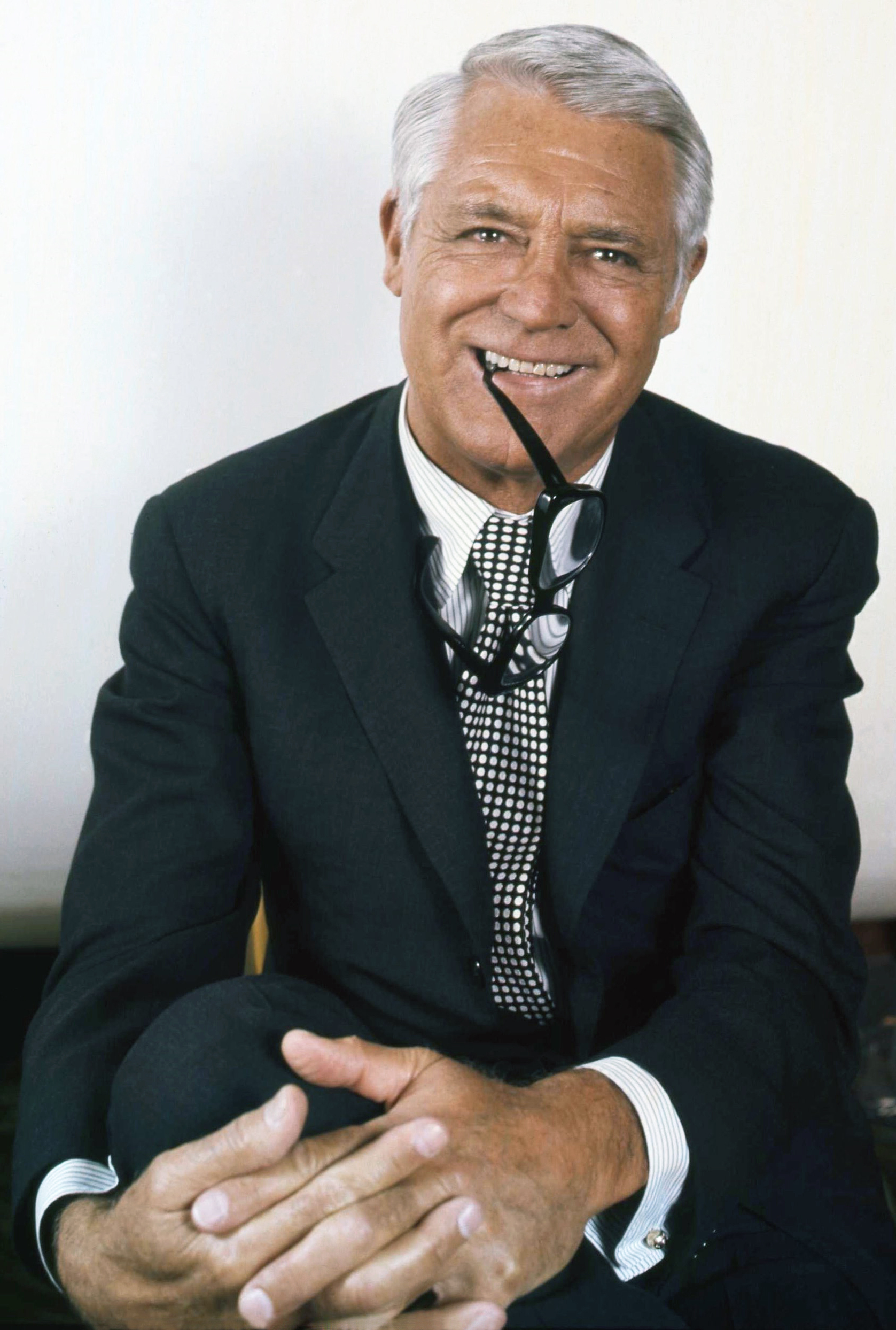
Cary Grant (1973)

Alle Versuche, Grant nach seinem Rückzug ins Privatleben zu einem Comeback zu bewegen, schlugen fehl – der Star fühlte sich im modernen Hollywood deplatziert. 1970 überreichte ihm Frank Sinatra einen Ehrenoscar dafür, „dass er Cary Grant gewesen ist“. Seinen letzten kleinen Filmauftritt hatte Grant 1970 in einem Dokumentarfilm mit und über Elvis Presley.
Bereits seit den 1940er-Jahren hatte Grant sich parallel zur Schauspielerei als erfolgreicher Geschäftsmann und Immobilienmakler bewiesen. Er galt als einer der reichsten Stars in Hollywood. Als Vorstandsmitglied des Kosmetikkonzerns Fabergé unternahm Grant zusammen mit seiner Tochter ausgedehnte Weltreisen, dabei war er regelmäßig bei seiner ehemaligen Filmpartnerin Grace Kelly in Monaco zu Gast. Als der Konzern 1972 zusammen mit Roger Moore und George Barrie die Filmproduktionsfirma Brut Productions gründete, die diese auch leiteten, nahm Grant dort die Funktion eines Beraters ein. Brut Productions produzierte unter anderem den Erfolgsfilm Mann, bist du Klasse! (1973).
In seinen letzten Lebensjahren tourte Grant immer wieder mit seiner Show A Conversation with Cary Grant durch die USA. Bei einer dieser Reisen starb er in Davenport, Iowa, mit 82 Jahren an einem Schlaganfall. Auf seinen ausdrücklichen Wunsch, auf ein offizielles Begräbnis zu verzichten, verstreuten seine beiden Haupterben (Barbara Harris und Tochter Jennifer Grant) aus einem Helikopter seine Asche in den Pazifik.

## Der Schauspieler Grant

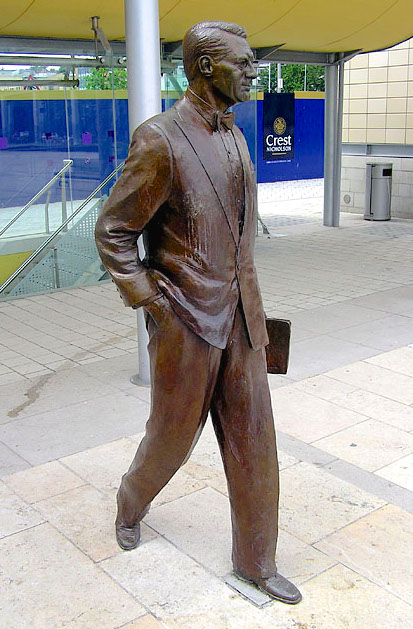
Cary-Grant-Statue auf dem Millennium Square in seinem Geburtsort Bristol

Laut einer oft zitierten Anekdote sagte ein Interviewer zu Grant: „Jeder möchte sein wie Cary Grant.“ Grant antwortete: „Ich wäre auch gerne Cary Grant.“ Die Leinwandfigur Cary Grant war eine abstrakte Schöpfung des Schauspielers Archibald Leach, die dieser bis zur Perfektion verfeinert hatte. Grant, stets sauber gescheitelt und wie aus dem Ei gepellt, wurde zu einer der archetypischen Figuren der Kinogeschichte – in dieser Hinsicht vergleichbar mit dem rauen Westmann, den John Wayne verkörperte, oder dem Einzelgänger im Trenchcoat, den Humphrey Bogart spielte. Grants Image hatte sich so verselbstständigt, dass in den 1960er-Jahren, als der Star in die Jahre kam, jüngere Darsteller wie Rock Hudson, James Garner, Gregory Peck, Tony Curtis oder Rod Taylor in „Grant-artigen“ Rollen besetzt wurden.
In seinen mittleren Jahren gewann der Darsteller noch an Charme und Attraktivität und entwickelte einen immer subtileren Humor, der seine Rollengestaltungen nachhaltig prägte. Während er in früheren Filmen das Salonlöwen-Image gern durch betont peinliche Grimassen kontrastierte, trat er nun mit der souveränen und selbstironischen Attitüde eines Mannes von Welt auf, der bereits alles gesehen hat.
Grant spielte mit fast allen weiblichen Top-Stars seiner Zeit (Audrey Hepburn, Marlene Dietrich, Mae West, Katharine Hepburn, Ginger Rogers, Marilyn Monroe, Deborah Kerr, Grace Kelly, Jayne Mansfield, Doris Day, Ingrid Bergman, Sophia Loren, Eva Marie Saint) und zeigte den von ihnen verkörperten Frauen gegenüber in seinen Rollen in der Regel ein aufreizendes Desinteresse. Da die Damen dem Charme seiner Figuren aber nicht widerstehen konnten, waren sie dazu gezwungen, aufwendige Strategien zu entwerfen, die schließlich zum Erfolg führten.
Kaum ein Star konnte sich so lange an der Spitze von Hollywood halten und fast 30 Jahre lang ausschließlich Hauptrollen spielen. Grants nachhaltige Beliebtheit resultierte nicht zuletzt daraus, dass hinter seiner perfekten Fassade ein warmherziger Gentleman zu spüren war, der nie zynisch oder arrogant wirkte. Während die männlichen Zuschauer den Wunsch hatten, so charmant zu sein wie er, verkörperte er für das weibliche Publikum den perfekten und letztlich unerreichbaren Traummann.
Der ehemalige Pantomime und Akrobat führte mit einem Gefühl für das komödiantische Timing das Image des hyperperfekten Weltmannes gerne ad absurdum, indem er unvermittelt alberne Scherze trieb: in Charade duscht er im Anzug, in Indiskret legt er einen grotesken schottischen Tanz aufs Parkett, in Der unsichtbare Dritte rasiert er sich in einer Bahnhofstoilette mit einem kleinen Damenrasierer und erzeugt damit bei seinem Nachbarn große Verwunderung.
Eine Hommage an Cary Grant ist der Name des von John Cleese verkörperten Anwalts in Ein Fisch namens Wanda, Archie Leach. Tony Curtis lieferte 1959 in Manche mögen’s heiß als versnobter Öl-Erbe eine Cary-Grant-Parodie ab, von der auch Grant so begeistert war, dass er im folgenden Jahr sofort zusagte, Unternehmen Petticoat mit Curtis zu machen. 2023 wurde unter dem Titel Archie – Die Cary Grant Story eine Miniserie über sein Leben veröffentlicht, in dieser wird er von Jason Isaacs verkörpert.

## Synchronisation
Zahlreiche deutsche Synchronsprecher liehen Grant ihre Stimmen. Curt Ackermann sprach ihn am häufigsten, so z. B. in Über den Dächern von Nizza und Charade. Weitere Sprecher waren Paul Klinger, Wolfgang Lukschy (Berüchtigt) oder Hans Nielsen. In Der unsichtbare Dritte wurde er einmalig von Erik Ode synchronisiert.

## Filmografie
- 1932: Madame verliert ihr Kleid (This Is the Night)
- 1932: Sinners in the Sun
- 1932: Singapore Sue (Kurzfilm)
- 1932: Merrily We Go to Hell
- 1932: Die Frau im U-Boot (Devil and the Deep)
- 1932: Blonde Venus
- 1932: Hot Saturday
- 1932: Madame Butterfly
- 1933: Sie tat ihm unrecht (She Done Him Wrong)
- 1933: The Woman Accused
- 1933: The Eagle and the Hawk
- 1933: Gambling Ship
- 1933: Ich bin kein Engel (I’m No Angel)
- 1933: Alice im Wunderland (Alice in Wonderland)
- 1934: Prinzessin für 30 Tage (Thirty-Day Princess)
- 1934: Born to Be Bad
- 1934: Tempel der Schönheit (Kiss and Make-Up)
- 1934: Meine Damen, zugehört! (Ladies Should Listen)
- 1934: Madame befiehlt! (Enter Madame)
- 1935: Licht im Dunkeln (Wings in the Dark)
- 1935: Das letzte Fort (The Last Outpost)
- 1935: Pirate Party on Catalina Isle (Kurzfilm)
- 1935: Sylvia Scarlett
- 1936: Große braune Augen (Big Brown Eyes)
- 1936: Suzy
- 1936: The Amazing Quest of Ernest Bliss
- 1936: Wedding Present
- 1937: When You’re in Love
- 1937: Topper – Das blonde Gespenst (Topper)
- 1937: The Toast of New York
- 1937: Die schreckliche Wahrheit (The Awful Truth)
- 1938: Leoparden küßt man nicht (Bringing Up Baby)
- 1938: Die Schwester der Braut (Holiday)
- 1939: Aufstand in Sidi Hakim (Gunga Din)
- 1939: S.O.S. Feuer an Bord (Only Angels Have Wings)
- 1939: Nur dem Namen nach (In Name Only)
- 1940: Sein Mädchen für besondere Fälle (His Girl Friday)
- 1940: Meine Lieblingsfrau (My Favorite Wife)
- 1940: The Howards of Virginia
- 1940: Die Nacht vor der Hochzeit (The Philadelphia Story)
- 1941: Akkorde der Liebe (Penny Serenade)
- 1941: Verdacht (Suspicion)
- 1942: Zeuge der Anklage (The Talk of the Town)
- 1942: Es waren einmal Flitterwochen (Once Upon a Honeymoon)
- 1943: Mr. Lucky
- 1943: Bestimmung Tokio (Destination Tokyo)
- 1944: Arsen und Spitzenhäubchen (Arsenic and Old Lace)
- 1944: The Shining Future (Kurzfilm)
- 1944: Pinky und Curly (Once Upon a Time)
- 1944: The Road to Victory (Road to Victory) (Kurzfilm)
- 1944: None But the Lonely Heart
- 1946: Without Reservations (Gastauftritt als er selbst)
- 1946: Tag und Nacht denk’ ich an Dich (Night and Day)
- 1946: Berüchtigt (Notorious)
- 1947: So einfach ist die Liebe nicht (The Bachelor and the Bobby-Soxer)
- 1947: Jede Frau braucht einen Engel (The Bishop’s Wife)
- 1948: Nur meiner Frau zuliebe (Mr. Blandings Builds His Dream House)
- 1948: Jedes Mädchen müßte heiraten (Every Girl Should Be Married)
- 1949: Ich war eine männliche Kriegsbraut (I Was a Male War Bride)
- 1950: Hexenkessel (Crisis)
- 1951: People Will Talk
- 1952: Vater werden ist nicht schwer (Room for One More)
- 1952: Liebling, ich werde jünger (Monkey Business)
- 1953: Du und keine andere (Dream Wife)
- 1955: Über den Dächern von Nizza (To Catch a Thief)
- 1957: Stolz und Leidenschaft (The Pride and the Passion)
- 1957: Die große Liebe meines Lebens (An Affair to Remember)
- 1957: Kiss Them for Me
- 1958: Indiskret (Indiscreet)
- 1958: Hausboot (Houseboat)
- 1959: Der unsichtbare Dritte (North by Northwest)
- 1959: Unternehmen Petticoat (Operation Petticoat)
- 1960: Vor Hausfreunden wird gewarnt (The Grass Is Greener)
- 1962: Ein Hauch von Nerz (That Touch of Mink)
- 1963: Charade
- 1964: Der große Wolf ruft (Father Goose)
- 1966: Nicht so schnell, mein Junge (Walk, Don’t Run)
- 1970: Elvis – That’s the Way It Is (Cameo)

## Auszeichnungen

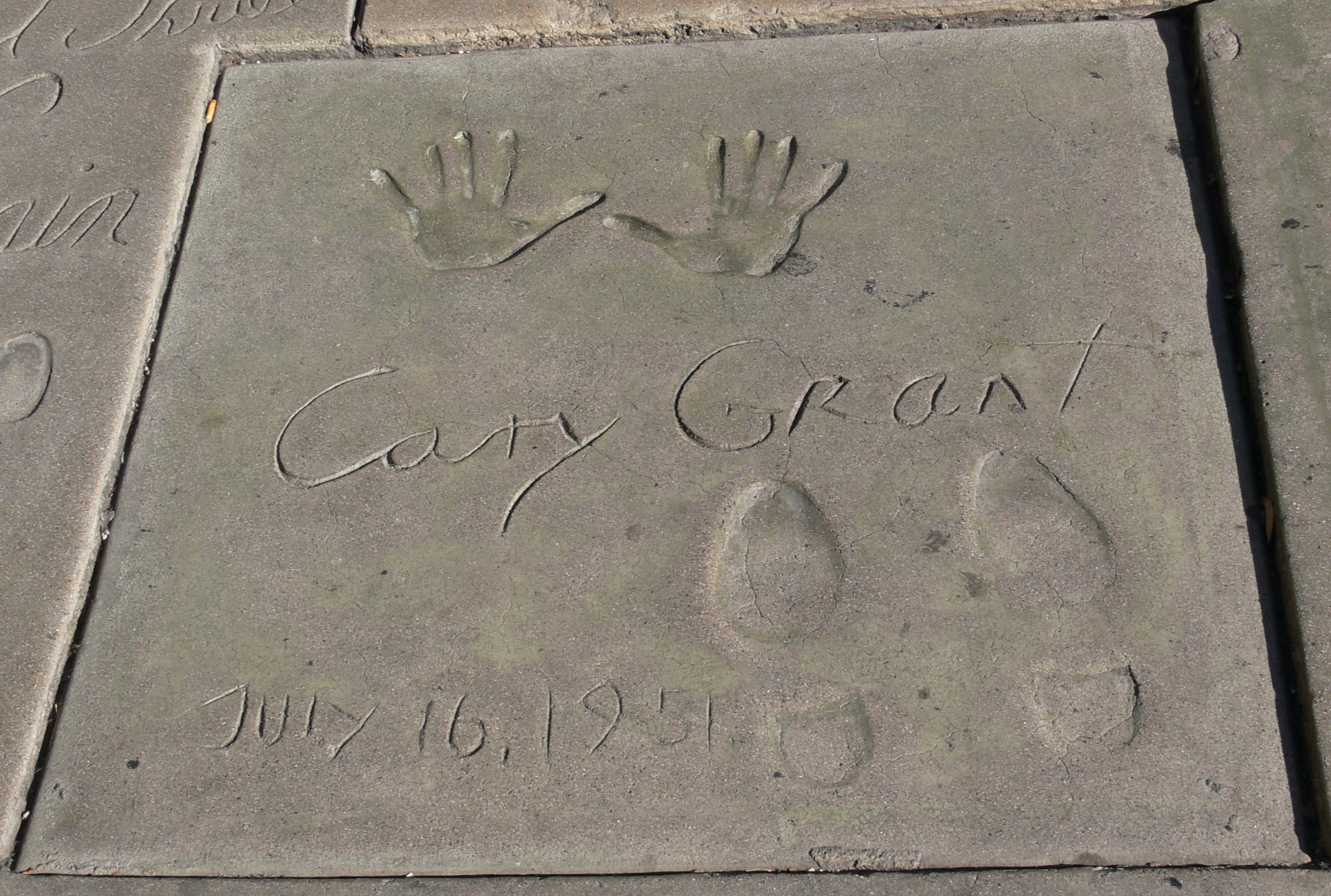
Grants Abdrücke vor dem TCL Chinese Theatre

Das American Film Institute wählte ihn hinter Humphrey Bogart auf Platz 2 der 25 bedeutendsten männlichen US-amerikanischen Filmstars aller Zeiten.
Oscar
- Auszeichnung
  - 1970: Ehrenoscar für „seine einzigartigen Filmdarstellungen“
- Nominierungen
  - 1942: Bester Hauptdarsteller für Akkorde der Liebe
  - 1945: Bester Hauptdarsteller für None But the Lonely Heart

Golden Globe Award
- Nominierungen
  - 1959: Bester Hauptdarsteller – Komödie oder Musical für Indiskret
  - 1960: Bester Hauptdarsteller – Komödie oder Musical für Unternehmen Petticoat
  - 1961: Bester Hauptdarsteller – Komödie oder Musical für Vor Hausfreunden wird gewarnt
  - 1963: Bester Hauptdarsteller – Komödie oder Musical für Ein Hauch von Nerz
  - 1964: Bester Hauptdarsteller – Komödie oder Musical für Charade

Laurel Award
- Auszeichnungen
  - 1959: Golden Laurel als Bester Hauptdarsteller in einer Komödie für Hausboot
  - 1960: Golden Laurel als Bester Hauptdarsteller in einer Komödie für Unternehmen Petticoat
  - 1963: Golden Laurel als Bester Hauptdarsteller in einer Komödie für Ein Hauch von Nerz
  - 1964: Golden Laurel als Bester männlicher Star
  - 1966: Golden Laurel als Bester männlicher Star
- Nominierungen
  - Des Weiteren landete er fünfmal auf Platz 2 für den Besten männlichen Star und erhielt insgesamt fünf weitere Nominierungen.

Grant erhielt 1965 außerdem eine Nominierung für den British Film Academy Award als Bester ausländischer Darsteller für Charade.
Er hat einen Stern auf dem Hollywood Walk of Fame bei der Adresse 1610 Vine Street.